# Krandegan (Bulukerto)
Krandegan is een bestuurslaag in het regentschap Wonogiri van de provincie Midden-Java, Indonesië. Krandegan telt 3195 inwoners (volkstelling 2010).